# Hemiceras bucklei
Hemiceras bucklei är en fjärilsart som beskrevs av Druce 1905. Hemiceras bucklei ingår i släktet Hemiceras och familjen tandspinnare. Inga underarter finns listade i Catalogue of Life.